# Dağbek
Dağbek ist ein Dorf (Köy) im Landkreis Pülümür der türkischen Provinz Tunceli. Im Jahr 2011 lebten in Dağbek 13 Menschen.